# Parathesis vulgata
Parathesis vulgata là một loài thực vật thuộc họ Myrsinaceae. Loài này có ở Guatemala và Honduras.